# 極樂站
極樂站（日语：／ Gokuraku eki */?）是位於岐阜縣惠那市岩村町，明知鐵道的明知線車站。車站編號為6。

## 概要·站名
車站在2008年啟用，為明知線最新車站。此站是無人車站。車站名稱透過公開招募要命名，名稱取自車站附近，在鎌倉時代至南北朝時代已經存在的寺院「極樂寺」。在日本已經有相似名稱極樂寺站和極樂橋站。
由於車站名稱是與佛教有關的名詞，因此有許多遊客前往此站購買硬式車票。每年會有4千至5千購買車票，最高峰時期有1萬9千人購買車票。月台上放置了地藏菩薩，以及當地岩村藩出身的儒生佐藤一齋《言志四錄》一文的碑文。
車站大樓在2019年12月23日完成翻新。候車室內設置了觔斗雲形態的長椅，也設置了拍攝地點。翻新費用是取自岐阜縣地方鐵道利用促進工程的資助（約350萬日圓），另外經過眾籌以翻新車站（截至12月23日為約325萬日圓）。
車站建設費為約2160萬日圓。當地岐阜縣超級市場Valor捐款1,080萬日圓（相當於建設費用一半）協助建設車站。在新建車站前後，於站前開設了購物中心。

## 歷史
- 2008年（平成20年）12月25日 : 車站啟用[1]。
- 2012年（平成24年）3月17日 - 時間表修正起成為急行「大正浪漫號」停車站（只限下行列車）。
- 2017年（平成29年）3月4日 - 時間表修正起成為急行「大正浪漫號」停車站（上下行列車）。
- 2018年（平成30年）3月17日 - 時間表修正起，平日上行尾班快速列車通過此站。
- 2019年（令和元年）12月23日 - 車站大樓翻新完成，舉行了儀式[5]。

## 車站構造
車站是一座地面車站，設有1面1線單式月台。此站是無人車站。此站月台是在舉行愛知萬博時，使用了愛知環狀鐵道 萬博八草站（現時：八草站）月台回收重用。

## 使用狀況
| 年度               | 1日平均乘車人次 | 1日平均乘車人次 |
| ------------------ | --------------- | --------------- |
| 2011年（平成23年） | 34              |                 |
| 2012年（平成24年） | 60              |                 |
| 2013年（平成25年） | 48              |                 |
| 2014年（平成26年） | 32              |                 |
| 2015年（平成27年） | 30              |                 |
| 2016年（平成28年） | 55              |                 |

## 車站周邊
- Valor岩村店
- V・drug（日语：中部薬品）
- Valor家居中心岩村店
- Genky（日语：ゲンキー）岩村店
- FamilyMart惠那岩村店
- 惠那市自主運行巴士（日语：恵那市自主運行バス） Valor岩村店巴士站

## 相鄰車站
明知鐵道
明知線
飯羽間（7）－極樂（6）－岩村（5）

## 注腳
1. 1 2 3 4 5  “「極楽駅」開業で乗客増に期待 明知鉄道に新駅”《中日新聞》2008年12月26日（中日新聞社）
2. 1 2 3 4  【観字紀行】極楽へ行ってきます(2) （页面存档备份，存于）朝日新聞數碼、Language Magazine（2013年12月13日）2020年1月5日參閲
3. 1 2  
金色輝く觔斗雲 より「極楽駅」感 明知鉄道、改修完成式 （页面存档备份，存于）（日語）《朝日新聞》朝刊2019年12月24日（岐阜面）2020年1月5日參閲
4. ↑  明知鉄道の新駅名は「極楽駅」 （页面存档备份，存于）（日語）惠那市網站（2008年10月16日）2018年5月6日參閲。
5. ↑  YouTube上的見た目に「極楽」感　極楽駅がリニューアル　岐阜・明知鉄道（日語）（朝日新聞社提供、2019年12月24日公開）